# Grotte di Villanova
Le grotte di Villanova sono le principali grotte che si trovano nell'area di Villanova delle Grotte, frazione di Lusevera, in provincia di Udine.
In una piccola area delle Prealpi Giulie compresa fra il massiccio dei Monti La Bernadia e la catena del Gran Monte sono state scoperte numerose cavità fra cui le maggiori sono la Grotta Doviza, la Grotta Nuova di Villanova, la Grotta Egidio Feruglio e l'Abisso Vigant. Le prime tre cavità si aprono nel territorio del comune di Lusevera, la quarta in quello di Nimis. Altre grotte si aprono nel territorio di Taipana (Monteaperta, ...).
Le grotte dell'area di Villanova sono state esplorate da intere generazioni di speleologi a partire dalla seconda metà del XIX secolo. Attualmente sono stati esplorati e rilevati oltre quindici chilometri di gallerie.

## Grotta Doviza
La grotta Doviza o Tazajama si apre nei pressi di Villanova delle Grotte (Lusevera, Udine) con tre ingressi posti sul versante destro della valle Ta pot Cletia. La lunghezza delle gallerie esplorate finora è superiore a tre chilometri. La grotta, particolarmente complessa, si sviluppa su più livelli. I rami principali sono percorsi da alcuni ruscelli che si uniscono nel Salone delle Confluenze. Le prime esplorazioni della grotta Doviza risalgono alla seconda metà del XIX secolo (1876), ma l'esplorazione ed il rilievo topografico più completi risalgono al primo decennio del Novecento ad opera di Giovanni Battista De Gasperi. All'epoca delle prime esplorazioni erano noti solamente due ingressi, definiti come Superiore ed Inferiore. La pianta topografica e la descrizione della cavità vennero pubblicate nel 1916 sulla monografia Grotte e Voragini del Friuli nell'ambito della rivista Mondo Sotterraneo del Circolo Speleologico ed Idrologico Friulano. Nella seconda metà del Novecento ulteriori contributi al rilievo topografico della grotta vennero da speleologi di diverse associazioni friulane ed isontine. La scoperta del terzo ingresso della cavità è avvenuta nel 2007.

## Grotta Nuova di Villanova
La grotta Nuova di Villanova si trova esattamente in corrispondenza dell'abitato di Villanova delle Grotte (Lusevera).
La Grotta Nuova è particolarmente interessante poiché si tratta di una delle maggiori cavità di contatto conosciute: si sviluppa infatti al contatto fra una bancata di flysch ed una di conglomerato calcareo. Le gallerie principali sono caratterizzate da una tipica sezione trapezoidale, col soffitto in conglomerato, pareti in flysch e fondo coperto da sedimenti.
La grotta venne scoperta nel 1925 da un abitante del luogo, Pietro Negro. Quasi subito egli fondò insieme ad altri locali il Gruppo Esploratori e Lavoratori delle Grotte di Villanova, che esplorò la cavità e la rese accessibile al pubblico attraverso un accesso artificiale. Ancora oggi le visite guidate alla grotta sono gestite dalla stessa associazione locale.

## Grotta Tirfor
Scoperta nel 2013 questa cavità è stata in seguito dedicata a Bernardo Chiappa, storico presidente del Circolo Speleologico Idrologico Friulano, associazione che ha svolto le esplorazioni e le attività di ricerca scientifica all'interno della grotta. Al momento sono noti quattro ingressi della cavità e lo sviluppo della parte esplorata supera i 6 km complessivi.

## Abisso Vigant
L'abisso Vigant è una cavità che si apre nei pressi di borgo Vigant, in comune di Nimis. È costituita da un inghiottitoio, diversamente dalle tipiche entrate a pozzo. Con 10 verticali abbastanza semplici si arriva a una profondità di meno 254 metri.

## Grotte di Monteaperta
Grotta "pod Lanisce" (semi-allagata) presso la località Ponte Sambo, grotte "del Briec e del Celò" (sopra Debellis), grotta "della Divia Jáma" (sopra la pod Biéla Skála a Monteaperta).